# Боначич Антон Петрович
Анто́н Петро́вич Бона́чич (1878—1933) — співак (баритон, тенор) та педагог.

## Життєпис
Народився 1878 року в місті Маріуполь. Навчався у Харківській музичній школі (клас П. Тихонова), протягом 1896—1901 років — у Санкт-Петербурзькій консерваторії (клас співу С. Габеля, клас фортепіано і композиції М. Соловйова).
Протягом 1900—1903 років виступав у Харківській опері (антреприза О. Церетелі), дебютував у головній партії в опері «Демон» А. Рубінштейна. В 1900 і 1904—1905 роках — у Київській опері, згодом — у театрах Російської імперії. Протягом 1905—1921 років — соліст Большого театру. В 1906—1908 і 1909—1911 роках гастролював — в Італії, Німеччині, Франції. Від 1908 року виступав в оперетах та концертах із власним супроводом під гітару. 1921-го залишив сцену, працював як педагог і режисер — в Омську, Томську, Саратові, від 1928 року — у Білоруській консерваторії.
Співак яскравого акторського темпераменту, володів сильним голосом широкого діапазону з легким верхнім регістром, також виконував речитативом й фальцетом. Є автором оперети «Острів невинності» (1909) і кількох романсів.
Виконував партії:
- Герман («Винова краля» П. Чайковського),
- Голіцин («Хованщина» М. Мусоргського),
- Дон Жуан («Камінний гість» О. Даргомижського),
- Вілем («Лісовий цар» В. Сука),
- Володимир («Дубровський» Е. Направника),
- Звіздар, Садко, Гришка Кутерма («Золотий півник», «Садко», «Сказання про град Кітеж» М. Римського-Корсакова),
- Нерон (однойменна опера А. Рубінштейна),
- Альбер, Паоло («Скупий лицар», «Франческа да Ріміні» С. Рахманінова; перше виконання),
- Ромео («Ромео і Джульетта» Ш. Ґуно),
- Фра-Дияволо (однойменна опера Д. Обера),
- Тангойзер (однойменна опера Р. Ваґнера),
- Таміно («Чарівна флейта» В.-А. Моцарта).

Виступав, зокрема, з Олександрою Шперлінг.